# Ulica Za Bramką w Poznaniu
Ulica Za Bramką – ulica znajdująca się w Poznaniu na Starym Mieście, na osiedlu samorządowym Stare Miasto.
Nazwa pochodzi od furty w murach miejskich, która była umiejscowiona kiedyś na tej ulicy, a ze względu na wygląd nazywana była Ciemną, Smrodliwą lub Ślepą Bramką (rozebrana w 1871 jako ostatni element średniowiecznych murów miejskich). W użyciu była też nazwa Furta Jezuicka. Zwykle bywało tu niebezpiecznie, zdarzały się napady na przechodniów.
Ulica swój bieg zaczyna przy Placu Kolegiackim, a kończy na skrzyżowaniu z ulicą Podgórną, obok placu Bernardyńskiego. Na odcinku od Placu Kolegiackiego do ul. Wszystkich Świętych prowadzi nią kontrapas dla rowerów.
W północnej części, fragment zachodniej pierzei traktu stanowi dawne Kolegium Jezuickie, obecnie Urząd Miasta. Przy ulicy znajdowała się w XIX wieku drukarnia Karola Pompejusza. Mieszkał tu także chirurg i myśliwy - Jan Łukowicz, pochodzący z Chojnic.